# Bullhead City

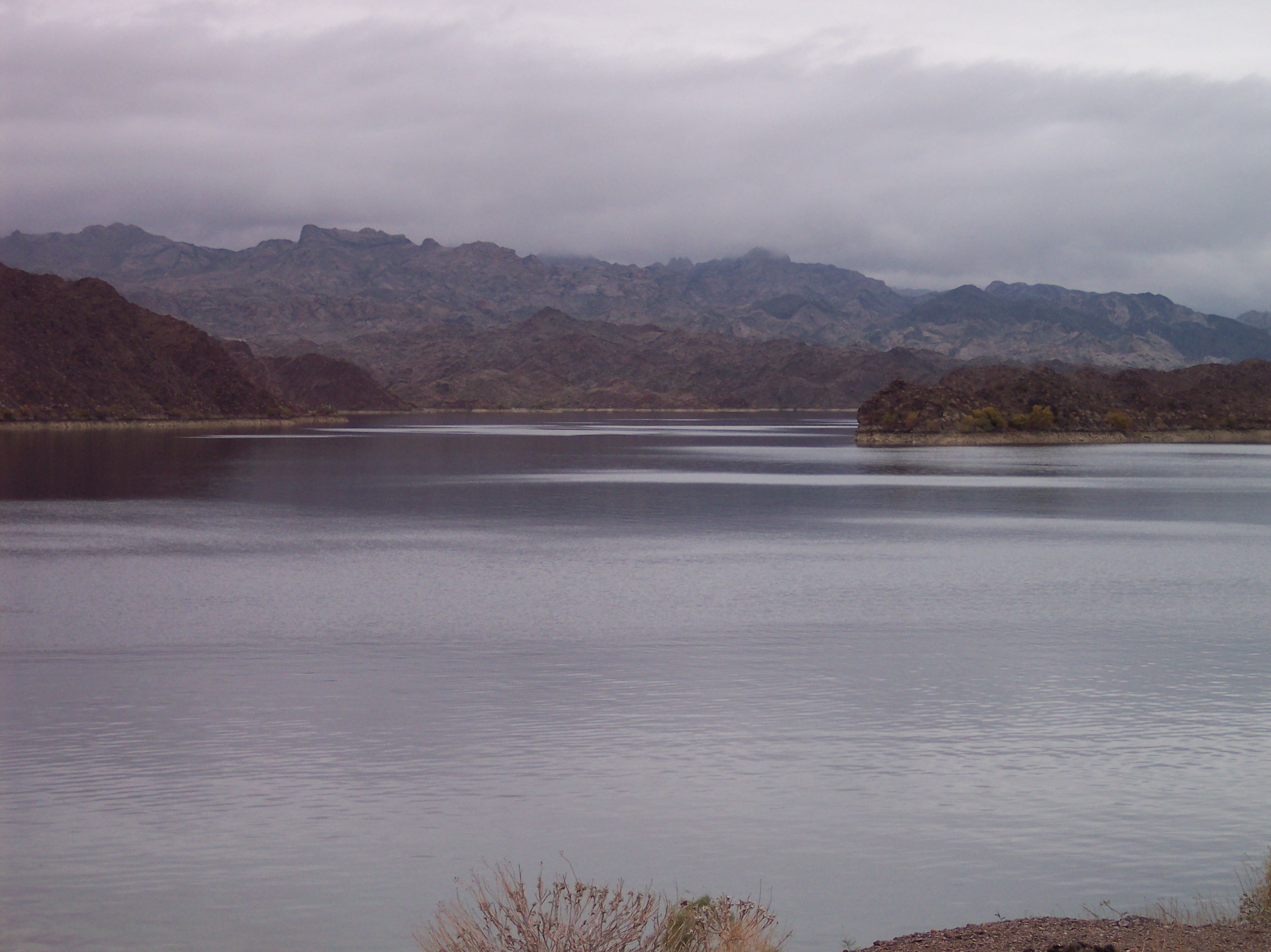
Kilka kilometrów na północ znajduje się Jezioro Mohave

Bullhead City – miasto w Stanach Zjednoczonych, w stanie Arizona, w hrabstwie Mohave. Z populacją 42,9 tys. mieszkańców jest 25. co do wielkości miastem stanu Arizona. 